# Carlos Rafael do Amaral
Carlos Rafael do Amaral, ou somente Amaral (Mogi Mirim, 24 de novembro de 1983), é um ex-futebolista brasileiro que atuava como volante.

## Carreira
Amaral foi revelado pelo Paulista em 2003. Jogou também no Ituano no mesmo ano e voltou ao seu time de origem, onde permaneceu até 2005, quando se transferiu ao Vasco da Gama. Em 2006, voltou ao Paulista. No ano seguinte foi novamente negociado com o Vasco da Gama, onde, ao lado de Leandro Amaral, foi o jogador que mais vestiu a camiseta do clube em 2007.
Transferiu-se para o Grêmio em abril de 2008, por empréstimo, já que não estava sendo muito utilizado pelo treinador Celso Roth. Ao final do ano, após o contrato do jogador com o Tricolor acabar, ele retornou ao Vasco.
No dia 4 de fevereiro de 2009, completou cem partidas com a camisa do Vasco da Gama, na vitória de 3–1 sobre a equipe do Resende, pela Taça Guanabara.
Após não renovar contrato com o Vasco da Gama, Amaral acertou com o Cerezo Osaka do Japão.
Em 2011, por conta das tragédias que atingiram o Japão, Amaral foi liberado para procurar um novo clube, então acertando com o América Mineiro. Após se destacar no Brasileirão de 2011 pelo América-MG, se transferiu para o Cruzeiro, onde jogará a partir de 2012. No dia 28 de julho, o clube pernambucano Náutico chegou a cogitar a chegada do volante que acabou acertando com o famoso clube de General Severiano, Botafogo. para 2013, foi novamente emprestado, dessa vez, para o Criciúma.
No final de 2013, foi novamente emprestado, desta vez, para o Ceará. No dia 23 de outubro, acabou sendo dispensado após não está rendendo o esperado e não sendo aproveitado.
Em agosto de 2015, Amaral acertou com o Passo Fundo para a temporada de 2016.
No final de 2016, Amaral se aposentou.

## Títulos
Paulista de Jundiaí
- Copa do Brasil: 2005

Vasco da Gama
- Campeonato Brasileiro Série B: 2009

Criciúma
- Campeonato Catarinense: 2013

Ceará
- Copa dos Campeões Cearenses: 2014
- Campeonato Cearense: 2014